# Джакомо Меєрбер
Джа́ко́мо Ме́єрбе́р (нім. Giacomo Meyerbeer, справжнє ім'я Я́коб Лі́́бман Бер нім. Jacob Liebmann Ber; 5 вересня 1791, Берлін, Німеччина — 2 травня 1864, Париж, Франція) — німецький і французький композитор єврейського походження.

## Біографія
Якоб Лібман Бер народився 5 вересня 1791 року в Берліні в єврейській родині купців. У дитинстві виступав як піаніст-вундеркінд, рано почав писати опери та в зв'язку з цим провів десять років у Венеції, де вивчав італійський оперний стиль (та прийняв італійське ім'я Джакомо).
Опери, написані в італійському стилі:
- «Ромільда та Констанца» (1817)
- «Семіраміда» (1819)
- «Маргарита Анжуйська» (1820)
- «Хрестоносець у Єгипті» (1824)

## Період французьких опер
У 1827 році Меєрбер переселився до Парижа; протягом кількох років жив у Берліні (1827—1842), де займав посаду художнього керівника королівського оперного театру, займався диригентською діяльністю та написав оперу «Табір в Силезії».
Основні опери французького періоду:
- Роберт-диявол (Robert le Diable, 1831)
- Гугеноти (Les Huguenots, 1836)
- Пророк (Le Prophète, 1849); ставився у «Гранд-Опера», Париж. Лібрето написав драматург Ежен Скріб.
- Динора
- Африканка (L'Africaine, 1864)

## Інші твори
Серед творів Меєрбера інших жанрів — кілька кантат, Стабат Матер, Miserere, Te Deum, пісні та романси, кілька оркестрових п'єс.
Меєрбер є творцем жанру французької великої опери; його творчість мала значний вплив на європейський музичний театр епохи романтизму.